# Hendrik Casimir
Hendrik Brugt Gerhard Casimir ( La Haya, 15 de julio de 1909 – Heeze, 4 de mayo de 2000) fue un físico neerlandés  que realizó importantes contribuciones a la mecánica y la electrodinámica cuánticas. Es conocido por su investigación en el modelo de superconductores de dos fluidos (junto a C. J. Gorter) en 1934 y por el Efecto Casimir (junto a D. Polder) en 1946.

## Biografía
Casimir nació el 15 de julio de 1909. Estudió física teórica en la Universidad de Leiden bajo la supervisión de Paul Ehrenfest, donde recibió su título en 1931. Su tesis doctoral trató sobre la mecánica cuántica de un cuerpo rígido giratorio y la teoría de grupos de las rotaciones de moléculas. Durante esa época también empleó su tiempo en Copenhague con Niels Bohr, donde ayudó a Bohr a respaldar la hipótesis de este último sobre el efecto pistolero con tiroteos simulados en el campus.
De 1932 a mediados de 1933, Casimir trabajó como asistente de Wolfgang Pauli en la ETH Zurich. Durante este período, trabajó en la teoría relativista del electrón, en particular, evaluando las desviaciones de la ecuación de Klein-Nishina en el caso de electrones ligados. Para abordar el problema, inventó diversas herramientas matemáticas. Una en particular aún se conoce como el "truco de Casimir": en los cálculos de interacción de partículas, se trata de un procedimiento familiar de formación de trazas y proyecciones mediante productos de matrices de Dirac.
En 1938, Casimir se convirtió en profesor de física de la Universidad de Leiden. En aquella época estudiaba activamente sobre la conducción térmica y sobre la conducción de electricidad, y contribuyó al desarrollo de las temperaturas de millikelvin.
En 1942, durante la Segunda Guerra Mundial, Casimir se trasladó a los Laboratorios Philips en Eindhoven, Países Bajos. Permaneció allí como científico en actividad y en 1945 escribió su famoso estudio sobre el Principio de reversibilidad Microscópica, de Lars Onsager. Llegó a ser codirector del Philips Research Laboratories en 1946 y uno de los miembros del directorio de la compañía en 1956. Se retiró de Phillips en 1972.
Mientras tanto, invirtió mucho tiempo de su carrera profesional en la industria. Hendrik Casimir fue uno de los grandes físicos teóricos neerlandeses. Casimir realizó muchos aportes a la ciencia durante sus investigaciones entre 1931 y 1950. Estas contribuciones incluyen: matemáticas puras, grupos de Lie (1931); estructura hiperfina, cálculo de momentos cuadrupolares nucleares (1935); física de bajas temperaturas, magnetismo, termodinámica de superconductores, relajación paramagnética (1935-1942); aplicaciones de la teoría de Onsager de fenómenos irreversibles (1942-1950). Ayudó a fundar la Sociedad Europea de Física y fue su presidente entre 1972 y 1975. En 1979, fue uno de los principales oradores en las celebraciones del 25.º aniversario del CERN. En 1946, se convirtió en miembro de la Real Academia de las Artes y las Ciencias de los Países Bajos.
Estando en Philips NatLab, en 1948 Casimir, colaborando con Dirk Polder, predijo la atracción mecánica cuántica entre placas conductoras, ahora conocida como efecto Casimir, que tiene importantes consecuencias en los sistemas microelectromecánicos (MEMS), entre otros.
Fue galardonado con seis doctorados honoris causa por universidades fuera de los Países Bajos. Recibió numerosos premios y distinciones, entre ellos la ilustre Medalla IRI del Instituto de Investigación Industrial en 1976. Fue miembro asociado extranjero de la Academia Nacional de Ingeniería. En 1982, recibió la Medalla Wilhelm Exner. Fue miembro electo de la Academia Estadounidense de las Artes y las Ciencias, la Academia Nacional de Ciencias de los Estados Unidos y la Sociedad Filosófica Estadounidense.

## Casimir Research School
En honor de este eminente físico neerlandés, en 2004 se estableció en Leiden la Casimir Research School ("Escuela de Investigación Casimir"), una institución académica conjunta entre la Universidad de Leiden y la Universidad de Tecnología de Delft, centrada en la física interdisciplinaria, con un programa de investigación desarrollado por el Kavli Institute of Nanoscience ("Instituto Kavli de Nanociencia"), en Delft, y el Instituto Leiden de Física. La institución agrupa a casi medio millar de investigadores, tanto posgraduados, algunos de ellos en programas de doctorado, como en su período de formación universitaria en ambas universidades.

## Premio Hendrik Casimir
La Casimir Research School reconoce anualmente con el premio Hendrik Casimir a los investigadores que desarrollan con más excelencia un programa de máster en alguna de las dos universidades. El premio, consistente en una certificación que lleva aparejada una dotación económica, tiene sus orígenes en la donación de fondos realizada por Josina Casimir-Jonker, viuda de Hendrik Casimir.
Estos son los últimos ganadores del premio Hendrik Casimir:
- 2010: Aafke van den Berg, Nico Verhart, Robert Ietswaart y Tim Baart.
- 2011: Rianne van den Berg y Evert van Nieuwenburg.
- 2012: Jelmer Wagenaar y Christopher Watson.
- 2013: Katy Wei y Tom van der Reep.
- 2014: Anne Meeussen, Jorinde van de Vis y Sander Konijnenberg.
- 2015: Stijn Debackere y Eduardo Pavinato Olimpio.
- 2016: Andrea Peña y Jorrit Hortensius.
- 2017: Nashwan Sabti y Nikolas-Olivier Kavadias.
- 2018: Marta Pita Vidal, Damian Bouwnmeester y Stefano Polla.

### Españoles con el premio Hendrik Casimir
Dos investigadoras españolas han resultado merecedoras del premio Hendrik Casimir:
- En la edición de 2016 recayó en la física vasca Andrea Peña, formada en las Universidades de Leiden y de Florida, en los Estados Unidos.[17][18][19]
- En la edición de 2018 resultó galardonada la matemática e ingeniera física gallega Marta Pita Vidal, formada en la Universidad Politécnica de Cataluña y en el Instituto de Tecnología de Massachusetts (MIT), en Boston, y actual miembro del equipo de investigación en física cuántica de Leo Kouwenhoven en la Universidad de Tecnología de Delft, en los Países Bajos.[20][21][22][23] Pita Vidal fue reconocida también en los Países Bajos con uno de los premios de la Real Sociedad de Ciencias y Humanidades a la Juventud con Talento en 2019.[24]

## Publicaciones
- H. B. G. Casimir, Haphazard Reality: half a century of science (Harper & Row, New York, 1983); Casimir's autobiography in English. ISBN 0-06-015028-9
- H. B. G. Casimir, Het toeval van de werkelijkheid: Een halve eeuw natuurkunde (Meulenhof, Ámsterdam, 1992); Casimir's autobiography in Dutch. ISBN 90-290-9709-4
- H. B. G. Casimir, and D. Polder, The Influence of Retardation on the London-van der Waals Forces, Physical Review, Vol. 73, Issue 4, pp. 360-372 (1948). Bibcode : 1948PhRv...73..360C . doi : 10.1103/physrev.73.360 . ISSN  0031-899X.[1]
- H. B. G. Casimir, On the attraction between two perfectly conducting plates, Proceedings of the Royal Netherlands Academy of Arts and Sciences, Vol. 51, pp. 793-795 (1948).

## Obituarios
- D. Polder, Hendrik Burgt Gerhard Casimir, 15 juli 1909 — 4 mei 2000, Levensberichten en herdenkingen 2001, Koninklijke Nederlandse Akademie van Wetenschappen, pp. 13-21 (in Dutch). ISBN 90-6984-314-5
- Steve K. Lamoreaux, Hendrik Burgt Gerhard Casimir, Biographical Memoirs, Proceedings of the American Philosophical Society, Vol. 146, N.º 3, septiembre de 2002, pp. 285-290. (PDF)